# SummerSlam 1992
SummerSlam (1992) was de 5e professioneel worstel-pay-per-view (PPV) evenement van SummerSlam dat georganiseerd werd door de World Wrestling Federation (WWF) en vond plaats op 29 augustus 1992 in het Wembley Stadium in Londen, Engeland. Het evenement werd volledig uitgezonden op 31 augustus 1992. Tevens was dit de eerste grootste evenement van de WWF dat plaatsvond buiten Noord-Amerika.

## Wedstrijden
| Nr.                                                                          | Match | Winnaar(s)                                                |
| ---------------------------------------------------------------------------- | --- | --------------------------------------------------------- |
| -                                                                            | The Mountie & The Nasty Boys (Brian Knobs & Jerry Sags) (met Jimmy Hart) vs. Jim Duggan & The Bushwhackers (Butch Miller & Luke Williams) in een 6-man tag team match | Jim Duggan & The Bushwhackers                             |
| -                                                                            | Tito Santana vs. Papa Shango in een één-op-één match | Papa Shango                                               |
| 1                                                                            | Money Inc. (Ted DiBiase & Irwin R. Schyster) (met Jimmy Hart) vs. The Legion of Doom (Hawk & Animal) (met Paul Ellering) in een tag team match                        | The Legion of Doom                                        |
| 2                                                                            | Nailz vs. Virgil in een één-op-één match | Nailz                                                     |
| 3                                                                            | Rick Martel vs. Shawn Michaels (met Sensational Sherri) in een één-op-één match                                                                                       | Geen winnaar; wedstrijd eindigde in een dubbele count-out |
| 4                                                                            | The Natural Disasters (Earthquake & Typhoon) (c) vs. The Beverly Brothers (Blake & Beau) (met The Genius) in een tag team match voor het WWF Tag Team Championship    | The Natural Disasters (c)                                 |
| 5                                                                            | Repo Man vs. Crush in een één-op-één match | Crush                                                     |
| 6                                                                            | Randy Savage (c) vs. The Ultimate Warrior in een één-op-één match voor het WWF Championship                                                                           | The Ultimate Warrior; count-out Randy Savage (c)          |
| 7                                                                            | The Undertaker (met Paul Bearer) vs. Kamala (met Harvey Wippleman & Kim Chee) in een een-op-een match                                                                 | The Undertaker; diskwalificatie Kamala                    |
| 8                                                                            | Bret Hart (c) vs. The British Bulldog (met Lennox Lewis) in een één-op-één match voor het WWF Intercontinental Championship                                           | The British Bulldog (nc)                                  |
| (c) huidige kampioen voor en na de match \| (nc) nieuwe kampioen na de match | |                                                           |